# Ludwinów (powiat krotoszyński)
Ludwinów – osada w Polsce położona w województwie wielkopolskim, w powiecie krotoszyńskim, w gminie Koźmin Wielkopolski. Miejscowość wchodzi w skład sołectwa Serafinów.